# Ascomorpha agilis
Ascomorpha agilis är en hjuldjursart som beskrevs av Zacharias 1893. Ascomorpha agilis ingår i släktet Ascomorpha och familjen Gastropodidae. Arten är reproducerande i Sverige. Inga underarter finns listade i Catalogue of Life.